# Ева Янева
Ева Димитрова Янева е българска волейболистка.

## Биография
Родена на 31 юли 1985 г. Като малка се пробва в ездата и карането на ски, но ръстът ѝ и съветът на майка ѝ я карат да започне да се занимава с волейбол. Първият ѝ клуб е ЦСКА (София).
Учи в спортното училище „Генерал Владимир Стойчев“.
Играе последователно в ЦСКА (София) от 1996 до 2004; руския „Стинол“ (Липецк) до 2005; френския „Кан“ до 2010; руските Омичка (Омск) до 2011; Динамо (Москва) до 2012, до 2012 г. в японския Джапан Тъбакоу Марвълъс (Нашимония). През 2013 – 2014 г. се завръща в Кан. През 2014 подписва с Динамо (Казан). В началото на 2015 г. напуска руския отбор и се прехвърля в първенството на Румъния в ЦСМ (Букурещ).
През 2015 играе за китайския Тянджин, а от началото на 2016 г. продължава кариерата си в турския Илбанк (Анкара).
През 2017 г. играе за Саръйер (Истанбул).
През 2019 г. Янева играе за Девелопрес Скайрес (Жешув, Полша), който спечелва бронзов медал..
От 2019 година играе за швейцарско-френския отбор Волеро (Льо Кане).
През април 2024 година обявява, че слага край на състезателната си кариера..

## Постижения

### С националния отбор
- Двукратен сребърен призьор в Евролигата (2010, 2012)
- Двукратен бронзов призьор в Евролигата (2009, 2011)
- Носител на купата на Борис Елцин (2014)
- Второ място на купата на Борис Елцин (2008)

### С клубовете
- Вицешампион на Лигата на шампионите (2006)
- Бронзов медал в Лигата на шампионите (2010)
- 7-кратна шампионка на Франция (2006—2010, 2014, 2022)
- 6-кратна носителка на купата на Франция (2006—2010, 2014)
- Двукратна шампионка на Бъргария (2000, 2004)
- 3-кратна вицешампионка на България (2001—2003)
- Двукратна носителка на Купата на България (2000, 2004)
- Двукратна финалистка на Купата на България (2002, 2003)
- Шампионка на Китай (2016)
- Вицешампион на Русия (2012)
- Носителка на купата на Русия (2011)
- Бронзов медал от шампионата на Полша (2019)
- Сребърен медал от купата на Полша (2019)
- Вицешампионка на Словакия (2019)
- Финалистка на купата на Словакия (2019)